# Charlie Tjapangati
 (février 2025).
Si vous disposez d'ouvrages ou d'articles de référence ou si vous connaissez des sites web de qualité traitant du thème abordé ici, merci de compléter l'article en donnant les références utiles à sa vérifiabilité et en les liant à la section « Notes et références ».
Charlie Tjapangati est un artiste aborigène australien né vers 1949 à Palinpalintjanya en Australie-Occidentale.
Sa famille fut l'un des groupes nomades récupérés dans les années 1960 par les patrouilles de la Native Welfare dans le cadre de la politique dite d'assimilation. Ils furent amenés à Papunya, où le mouvement de la peinture contemporaine aborigène vit le jour. Charlie devint l'un des peintres du mouvement Papunya Tula.
Il peint les « Rêves Tingari », caractéristiques de la peinture masculine pintupi : des motifs linéaires qui rappellent le paysage de longues dunes rectilignes du désert.
Charlie Tjapangati est présent chez Artbank, Robert Homes Court Collection, Richard Kelton USA, et au Flinders Art Museum (en) à Adélaïde.

## Expositions
- Australia Perspecta (1981)
- Dreamtime today, Kintore art Gallery (1986)
- Flinders Museum (en), Adelaïde (1999)